# 梅林太朗
梅林 太朗（うめばやし たろう、1998年4月3日 - ）は、日本のレスリング選手。身長168cm。千葉県松戸市出身。

## 来歴
幼少期より小玉ジュニアレスリングクラブでレスリングを始め、小学生時は全国少年少女選手権を5度優勝、全国少年少女選抜選手権を3連覇。2011年4月、上京し日本オリンピック委員会が有望な小中学生を育成する組織『JOCエリートアカデミー』の4期生として入校した。同期には東京オリンピックレスリング金メダリストの乙黒拓斗、フェンシング日本代表の西藤俊哉がおり、先輩には乙黒圭祐や向田真優、後輩に東京オリンピック女子レスリング金メダリストの須崎優衣や南條早映がいる。卓球の平野美宇や張本智和もアカデミーの後輩にあたる。

2012年6月に行われた全国中学生選手権の決勝で相手の水車落としを受けてしまい頭からマットへ落下、救急搬送され負傷棄権負けで2位。頭部を強打したことで、1カ月の休養を余儀なくされた。復帰戦となった同年11月の東京都知事杯全国中学選抜大会では、当時3年連続の中学二冠、計6冠目を狙う1歳上の成國大志を59kg級決勝で破る金星を挙げ、翌2013年は全国中学選手権と全国中学選抜の全試合をフォールかテクニカルフォールの無失点で両大会の66kg級を完璧に制した。

帝京高校在学中の2015年8月、高校2年でインターハイの66kg級で優勝、同年9月には専門外であるグレコローマンスタイルで国体に出場、少年66kg級を制して両スタイルでの強さをみせる。2016年3月の全国高校選抜大会も66kg級で優勝し、同年8月のインターハイ66kg級も前年に続いて優勝し連覇を達成した。ジュニアオリンピックカップを2014年、2015年と連覇し、日本代表選手として出場した世界カデット選手権で2年連続3位入賞をした。平成28年度JOCエリートアカデミーキャプテンを務める。

2017年4月、早稲田大学へ進学しレスリング部に所属。同年11月に行われた内閣総理大臣杯では、1年生ながら早稲田の代表として70kg級に出場し2位入賞を果たす。2018年2月、ウクライナへ20日間の遠征をしキエフ国際大会に出場、3回戦で世界チャンピオンのフランク・チャミゾと対戦した（1-6の判定負)。同年10月、福井国体の成年フリースタイル74kg級で準優勝（決勝の相手は早大で同門の伊藤駿)。2019年3月に練習中の事故で前十字靭帯断裂等の大怪我を負い手術をした。同年11月に行われた東日本学生秋季選手権に出場し無失点で優勝し復帰を果たすと、同年12月の天皇杯では79kg級で3位入賞銅メダルを獲得した。

2021年4月、株式会社金太郎ホームに入社、競技活動を継続する。

2024年パリオリンピックに期待される選手の1人とされる。

## 主な入賞歴
- 2011年
  - 全国少年少女選抜選手権 ●優勝（6年生54kg級）
  - 全国中学選抜選手権 ●2位（59kg級)
- 2012年
  - 全国中学生選手権 ●2位（59kg級）
  - 全国中学選抜選手権 ●優勝（59kg級)
- 2013年
  - 全国中学生選手権 ●優勝（66kg級）
  - 全国中学選抜選手権 ●優勝（66kg級)
- 2014年
  - ジュニアオリンピック カデットの部 フリースタイル ●優勝（63kg級）
  - 世界カデット選手権 ●3位（63kg級）[14]
  - インターハイ 5位（66kg級）
- 2015年
  - 全国高校選抜大会 ●3位（66kg級）
  - ジュニアオリンピック カデットの部 フリースタイル ●優勝（69kg級）
  - インターハイ ●優勝（66kg級）
  - 世界カデット選手権 ●3位（69kg級）[15]
  - 国体 少年グレコローマンスタイル ●優勝（66kg級）
- 2016年
  - 全国高校選抜大会 ●優勝（66kg級）
  - ジュニアオリンピック ジュニアの部 フリースタイル ●3位（66kg級）
  - インターハイ ●優勝（66kg級）
  - 全国高校グレコローマン選手権 ●2位（66kg級）[16]
- 2017年
  - 全日本レスリング選手権大会 フリースタイル 5位（70kg級）
  - 全日本大学選手権大会 ●2位（70kg級）
- 2018年
  - ウクライナ国際大会 9位（74kg級）[17]
  - アジアジュニア選手権 ●3位（74kg級）[18]
  - 東日本学生選手権（春季）新人戦 フリースタイル ●優勝（79kg級）
  - 国体 成年フリースタイル ●2位（74kg級）
- 2019年
  - 東日本学生選手権（秋季）選手権 フリースタイル ●優勝（79kg級）
  - 全日本レスリング選手権大会 フリースタイル ●3位（79kg級）
- 2020年 
  - 全日本大学グレコローマン選手権 ●3位（82kg級）
  - 全日本大学選手権大会 ●3位（97kg級）
  - 東日本学生選手権（秋季）選手権 フリースタイル ●3位（79kg）
  - 全日本レスリング選手権大会 フリースタイル ●3位（79kg級）
- 2022年
  - 全日本社会人レスリング選手権大会 フリースタイル ●優勝（74kg級）
- 2023年
  - 全日本社会人レスリング選手権大会 フリースタイル ●優勝（79kg級）

## 戦績
| × | 木下貴輪                 | FS-74kg | 5:57 テクニカルフォール (0-10)  | 令和5年度 全日本選抜選手権                        | 2023年6月16日  |                |
| ○ | 基山仁太郎               | FS-74kg | 判定3-0                         | 令和5年度 全日本選抜選手権                        | 2023年6月16日  |                |
| × | 神谷 龍之介              | FS-74kg | 判定3-5                         | 令和4年度 全日本選手権                            | 2022年12月22日 |                |
| 第69回 全日本社会人レスリング選手権 フリースタイル74kg級 優勝                                                    |                          |         |                                 |                                                   |                |                |
| ○ | 三輪優翔                 | FS-74kg | 判定6-0                         | 第69回 全日本社会人選手権                         | 2022年7月3日   | 決勝戦         |
| ○ | 深作駿人                 | FS-74kg | 4:21 テクニカルフォール(12-1)   | 第69回 全日本社会人選手権                         | 2022年7月3日   |                |
| ○ | 中村優太                 | FS-74kg | 判定4-2                         | 第69回 全日本社会人選手権                         | 2022年7月2日   |                |
| ○ | 志賀晃次郎               | FS-74kg | 判定10-0                        | 第69回 全日本社会人選手権                         | 2022年7月2日   |                |
| × | 三輪 優翔                | FS-74kg | 判定4-5                         | 令和3年度 全日本選手権                            | 2021年12月18日 |                |
| × | 五十嵐 文彌              | FS-79kg | 判定4-0                         | 全日本選抜選手権\|\|2021年5月29日\|\|3・5位決定戦 |                |                |
| × | 髙橋 夢大                | FS-79kg | 判定3-2                         | 全日本選抜選手権                                  | 2021年5月29日  |                |
| ○ | 村島 克哉                | FS-79kg | 判定3-0                         | 全日本選抜選手権                                  | 2021年5月29日  |                |
| 令和2年度 天皇杯 全日本レスリング選手権大会 フリースタイル79kg級 3位入賞                                         |                          |         |                                 |                                                   |                |                |
| ○ | 成田 竜也                | FS-79kg | 判定5-0                         | 令和2年度 全日本選手権                            | 2020年12月19日 | 3位決定戦      |
| × | 吉田 隆起                | FS-79kg | 判定2-5                         | 令和2年度 全日本選手権                            | 2020年12月19日 |                |
| ○ | 奥井 真吉                | FS-79kg | 判定6-1                         | 令和2年度 全日本選手権                            | 2020年12月19日 |                |
| × | 丸目 哲郎                | FS-79kg | 判定3-7                         | 東日本学生秋季選手権                              | 2020年11月26日 |                |
| ○ | 亀田 将汰                | FS-79kg | 2:58 テクニカルフォール(10-0)   | 東日本学生秋季選手権                              | 2020年11月26日 |                |
| ○ | 外山 宏太                | FS-97kg | 2:46 テクニカルフォール(10-0)   | 全日本大学選手権                                  | 2020年11月8日  | 3位決定戦      |
| ○ | 大岩 陵平                | FS-97kg | 3:30 フォール                   | 全日本大学選手権                                  | 2020年11月8日  | 敗者復活戦     |
| × | 大津 拓馬                | FS-97kg | 判定1-5                         | 全日本大学選手権                                  | 2020年11月8日  |                |
| ○ | 大野 健太                | FS-97kg | 2:33 テクニカルフォール(11-0)   | 全日本大学選手権                                  | 2020年11月8日  |                |
| ○ | 今村 太陽                | GR-82kg | 判定3-1                         | 全日本大学グレコローマン選手権                    | 2020年10月16日 | 3位決定戦      |
| × | 山﨑 翔馬                | GR-82kg | 2:00 テクニカルフォール(0-9)    | 全日本大学グレコローマン選手権                    | 2020年10月16日 |                |
| ○ | 青山 夢斗                | GR-82kg | 判定10-5                        | 全日本大学グレコローマン選手権                    | 2020年10月16日 |                |
| ○ | 藤田 力也                | GR-82kg | 判定7-4                         | 全日本大学グレコローマン選手権                    | 2020年10月16日 |                |
| 令和元年度 天皇杯 全日本レスリング選手権大会 フリースタイル79kg級 3位入賞                                        |                          |         |                                 |                                                   |                |                |
| ○ | 奈良部 嘉明              | FS-79kg | 不戦勝                          | 令和元年度 全日本選手権                           | 2019年12月21日 | 3位決定戦      |
| × | 髙橋 夢大                | FS-79kg | 判定2-9                         | 令和元年度 全日本選手権                           | 2019年12月20日 |                |
| ○ | 宮川 賢志                | FS-79kg | 3:11 テクニカルフォール(10-0)   | 令和元年度 全日本選手権                           | 2019年12月20日 |                |
| 令和元年度 東日本学生レスリング選手権（秋季大会）選手権の部 フリースタイル79kg級 優勝                            |                          |         |                                 |                                                   |                |                |
| ○ | 八木 海里                | FS-79kg | 判定6-0                         | 東日本学生秋季選手権                              | 2019年11月27日 | 決勝戦         |
| ○ | 礒川 利音                | FS-79kg | 5:08 テクニカルフォール(10-0)   | 東日本学生秋季選手権                              | 2019年11月27日 |                |
| ○ | 倉田 仁                  | FS-79kg | 1:18 テクニカルフォール(10-0)   | 東日本学生秋季選手権                              | 2019年11月27日 |                |
| × | 水野 真斗                | FS-74kg | 0:01 負傷棄権                   | 平成30年度 全日本選手権                           | 2018年12月22日 | 敗者復活戦     |
| × | 保坂 健                  | FS-74kg | 判定3-3                         | 平成30年度 全日本選手権                           | 2018年12月21日 |                |
| ○ | 基山 仁太郎              | FS-74kg | 判定5-2                         | 平成30年度 全日本選手権                           | 2018年12月21日 |                |
| ○ | 本間 賢志                | FS-74kg | 4:08 テクニカルフォール(10-0)   | 平成30年度 全日本選手権                           | 2018年12月21日 |                |
| × | 石黒 峻士                | FS-97kg | 4:14 テクニカルフォール(1-12)   | 全日本大学選手権                                  | 2018年11月10日 |                |
| ○ | 山下 拓也                | FS-97kg | 5:10 テクニカルフォール(11-0)   | 全日本大学選手権                                  | 2018年11月10日 |                |
| 第73回 国民体育大会 レスリング競技 フリースタイル74kg級 準優勝                                                   |                          |         |                                 |                                                   |                |                |
| × | 伊藤 駿                  | FS-74kg | 判定4-11                        | 第73回国民体育大会                                | 2018年10月1日  | 決勝戦         |
| ○ | 高橋 翔平                | FS-74kg | 判定5-2                         | 第73回国民体育大会                                | 2018年10月1日  |                |
| ○ | 上村 孝高                | FS-74kg | 2:38 テクニカルフォール(11-0)   | 第73回国民体育大会                                | 2018年10月1日  |                |
| ○ | 中村 百次郎              | FS-74kg | 判定4-4                         | 第73回国民体育大会                                | 2018年10月1日  |                |
| ○ | 石﨑 克                  | FS-74kg | 2:04 フォール                   | 第73回国民体育大会                                | 2018年9月30日  |                |
| 2018 レスリングアジアジュニア選手権大会 フリースタイル74kg級 3位入賞                                             |                          |         |                                 |                                                   |                |                |
| ○ | Ghous, Ghulam            | FS-74kg | 判定3-0                         | アジアジュニア選手権                              | 2018年7月22日  | 3位決定戦      |
| × | Byambasuren, Bat-Erdene  | FS-74kg | 0:47 テクニカルフォール(0-10)   | アジアジュニア選手権                              | 2018年7月22日  |                |
| ○ | Li, Yi                   | FS-74kg | 判定9-2                         | アジアジュニア選手権                              | 2018年7月22日  |                |
| ○ | Nuryllauly, Bibarys      | FS-74kg | 判定3-2                         | アジアジュニア選手権                              | 2018年7月22日  |                |
| 平成30年度 東日本学生レスリング選手権（春季大会）新人戦の部 フリースタイル74kg級 優勝                            |                          |         |                                 |                                                   |                |                |
| ○ | 横山 凛太朗              | FS-74kg | 判定                            | 東日本学生選手権 新人戦                           | 2018年6月28日  | 決勝戦         |
| ○ | 山田 壯昇                | FS-74kg | 判定                            | 東日本学生選手権 新人戦                           | 2018年6月28日  |                |
| ○ | 佐々木 延彦              | FS-74kg | 2:14 テクニカルフォール         | 東日本学生選手権 新人戦                           | 2018年6月28日  |                |
| ○ | 小野 文聖                | FS-74kg | 1:34 テクニカルフォール         | 東日本学生選手権 新人戦                           | 2018年6月28日  |                |
| × | 多胡島 伸佳              | FS-74kg | 判定2-4                         | 全日本選抜選手権                                  | 2018年6月16日  |                |
| ○ | 礒川 利音                | FS-74kg | 判定                            | 東日本学生リーグ戦                                | 2018年5月18日  | 国士舘大学戦   |
| ○ | 金子 泰士                | FS-74kg | 0:48 フォール                   | 東日本学生リーグ戦                                | 2018年5月17日  | 明治大学戦     |
| ○ | 鈴木 勇斗                | FS-74kg | 1:20 テクニカルフォール         | 東日本学生リーグ戦                                | 2018年5月16日  | 大東文化大学戦 |
| JOCジュニアオリンピックカップ 第27回 全日本ジュニアレスリング選手権大会 ジュニアの部 フリースタイル74kg級 準優勝 |                          |         |                                 |                                                   |                |                |
| × | 三輪 優翔                | FS-74kg | 判定3-4                         | 全日本ジュニア選手権                              | 2018年4月15日  | 決勝戦         |
| ○ | 井筒 勇人                | FS-74kg | 判定8B-8                        | 全日本ジュニア選手権                              | 2018年4月15日  |                |
| ○ | 丸目 哲郎                | FS-74kg | 判定11-3                        | 全日本ジュニア選手権                              | 2018年4月15日  |                |
| ○ | 鈴木 勇斗                | FS-74kg | 1:23 テクニカルフォール(12-0)   | 全日本ジュニア選手権                              | 2018年4月14日  |                |
| ○ | 深作 駿人                | FS-74kg | 1:11 テクニカルフォール(12-0)   | 全日本ジュニア選手権                              | 2018年4月14日  |                |
| × | Omarov, Gadjimurad       | FS-74kg | 判定2-7                         | キエフ国際大会                                    | 2018年2月24日  | 敗者復活戦     |
| × | フランク・チャミゾ       | FS-74kg | 判定1-6                         | キエフ国際大会                                    | 2018年2月24日  |                |
| ○ | Gulyas, Zsombor Istvan   | FS-74kg | 判定4-1                         | キエフ国際大会                                    | 2018年2月24日  |                |
| ○ | Baramidze, Tsotne        | FS-74kg | 判定3-1                         | キエフ国際大会                                    | 2018年2月24日  |                |
| × | 保坂 健                  | FS-74kg | 判定2-2                         | 平成29年度 全日本選手権                           | 2017年12月21日 |                |
| 内閣総理大臣杯 第43回 全日本大学レスリング選手権大会 フリースタイル70kg級 準優勝                                 |                          |         |                                 |                                                   |                |                |
| × | 木下 貴輪                | FS-70kg | 判定2-8                         | 全日本大学選手権                                  | 2017年11月12日 | 決勝戦         |
| ○ | 赤荻 蘭丸                | FS-70kg | 5:44 テクニカルフォール(10-0)   | 全日本大学選手権                                  | 2017年11月12日 |                |
| ○ | 坂本 侑之                | FS-70kg | 3:19 テクニカルフォール(12-2)   | 全日本大学選手権                                  | 2017年11月12日 |                |
| ○ | 松橋 拓己                | FS-70kg | 2:47 フォール                   | 全日本大学選手権                                  | 2017年11月12日 |                |
| ○ | 北條 良真                | FS-70kg | 5:19 テクニカルフォール(10-0)   | 全日本大学選手権                                  | 2017年11月12日 |                |
| × | 保坂 健                  | FS-74kg | 判定1-9                         | 第72回国民体育大会                                | 2017年10月8日  |                |
| ○ | 赤荻 蘭丸                | FS-74kg | 判定5-2                         | 第72回国民体育大会                                | 2017年10月8日  |                |
| - | 馬渡 和音                | FS-70kg | 計量失格                        | 全日本学生選手権                                  | 2017年8月30日  |                |
| × | 北條 良真                | GR-71kg | 判定1-3                         | 東日本学生選手権 新人戦                           | 2017年6月22日  |                |
| ○ | 藤田 大貴                | GR-71kg | 判定4-0                         | 東日本学生選手権 新人戦                           | 2017年6月22日  |                |
| × | 三輪 優翔                | FS-70kg | 判定3-4                         | 東日本学生選手権 新人戦                           | 2017年6月21日  | 決勝戦         |
| ○ | 宇井 大和                | FS-70kg | 判定4-0                         | 東日本学生選手権 新人戦                           | 2017年6月21日  |                |
| ○ | 尾形 颯                  | FS-70kg | 4:04 テクニカルフォール(10-0)   | 東日本学生選手権 新人戦                           | 2017年6月21日  |                |
| ○ | 三木 雄平                | FS-70kg | 1:49 フォール                   | 東日本学生選手権 新人戦                           | 2017年6月21日  |                |
| × | 中村 百次郎              | FS-70kg | 判定3-8                         | 全日本選抜選手権                                  | 2017年6月18日  |                |
| ○ | 坂本 侑之                | FS-70kg | 判定10-4                        | 全日本選抜選手権                                  | 2017年6月18日  |                |
| ○ | 中村 優太                | FS-70kg | 判定6-0                         | 東日本学生リーグ戦                                | 2017年5月19日  | 専修大学戦     |
| ○ | 金子 泰士                | FS-70kg | 2:20 テクニカルフォール(10-0)   | 東日本学生リーグ戦                                | 2017年5月18日  | 明治大学戦     |
| ○ | 礒川 利音                | FS-70kg | 判定8-1                         | 東日本学生リーグ戦                                | 2017年5月18日  | 国士舘大学戦   |
| ○ | 坂本 侑之                | FS-70kg | 判定2-0                         | 東日本学生リーグ戦                                | 2017年5月17日  | 拓殖大学戦     |
| ○ | 北條 良真                | FS-70kg | 4:34 テクニカルフォール(10-0)   | 東日本学生リーグ戦                                | 2017年5月17日  | 神奈川大学戦   |
| × | 安楽 龍馬                | FS-66kg | 判定4-9                         | 全日本ジュニア選手権                              | 2017年4月23日  |                |
| ○ | 島袋 慶生                | FS-66kg | 5:12 テクニカルフォール(13-2)   | 全日本ジュニア選手権                              | 2017年4月22日  |                |
| ○ | 杉山 晃平                | FS-66kg | 0:45 テクニカルフォール(10-0)   | 全日本ジュニア選手権                              | 2017年4月22日  |                |
| 第32回 全国高校生グレコローマンスタイルレスリング選手権大会 66kg級 準優勝                                        |                          |         |                                 |                                                   |                |                |
| × | 安楽 龍馬                | GR-66kg | 4:06 フォール                   | 全国高校生グレコローマン選手権                    | 2016年8月18日  | 決勝戦         |
| ○ | 志賀 晃次郎              | GR-66kg | 判定9-2                         | 全国高校生グレコローマン選手権                    | 2016年8月17日  |                |
| ○ | 中村 拓磨                | GR-66kg | 5:58 テクニカルフォール(16-8)   | 全国高校生グレコローマン選手権                    | 2016年8月17日  |                |
| ○ | 奧井 真吉                | GR-66kg | 1:07 テクニカルフォール(10-0)   | 全国高校生グレコローマン選手権                    | 2016年8月17日  |                |
| ○ | 佐々木 博久              | GR-66kg | 1:24 フォール                   | 全国高校生グレコローマン選手権                    | 2016年8月17日  |                |
| ○ | 谷津 龍斗                | GR-66kg | 0:52 フォール                   | 全国高校生グレコローマン選手権                    | 2016年8月17日  |                |
| 三笠宮賜牌 第63回 全国高等学校レスリング選手権大会 個人対抗戦フリースタイル66kg級 優勝                           |                          |         |                                 |                                                   |                |                |
| ○ | 志賀 晃次郎              | FS-66kg | 判定9-1                         | 2016全国高校総体                                  | 2016年8月5日   | 決勝戦         |
| ○ | 基山 仁太郎              | FS-66kg | 判定6-1                         | 2016全国高校総体                                  | 2016年8月5日   |                |
| ○ | 今村 有希                | FS-66kg | 2:16 テクニカルフォール(13-0)   | 2016全国高校総体                                  | 2016年8月5日   |                |
| ○ | 太田 真暉                | FS-66kg | 5:23 テクニカルフォール(12-1)   | 2016全国高校総体                                  | 2016年8月4日   |                |
| ○ | 佐藤 亮汰                | FS-66kg | 0:19 フォール                   | 2016全国高校総体                                  | 2016年8月4日   |                |
| × | 乙黒 圭祐                | FS-66kg | 判定3-7                         | 全日本ジュニア選手権                              | 2016年4月23日  | 準決勝         |
| ○ | 有延 天志                | FS-66kg | 0:46 テクニカルフォール(10-0)   | 全日本ジュニア選手権                              | 2016年4月23日  |                |
| ○ | 大橋 武士                | FS-66kg | 2:29 テクニカルフォール(12-2)   | 全日本ジュニア選手権                              | 2016年4月23日  |                |
| ○ | 斎藤 慶明                | FS-66kg | フォール                        | 全日本ジュニア選手権                              | 2016年4月22日  |                |
| ○ | 田邉 雄史                | FS-66kg | テクニカルフォール(10-0)        | 全日本ジュニア選手権                              | 2016年4月22日  |                |
| 風間杯 第59回 全国高等学校選抜レスリング大会 個人対抗戦フリースタイル66kg級 優勝                                 |                          |         |                                 |                                                   |                |                |
| ○ | 米澤 凌                  | FS-66kg | 0:48 テクニカルフォール(10-0)   | 第59回全国高校選抜                                | 2016年3月29日  | 決勝戦         |
| ○ | 伊藤 朱里                | FS-66kg | 1:13 テクニカルフォール(10-0)   | 第59回全国高校選抜                                | 2016年3月29日  |                |
| ○ | 杉田 周平                | FS-66kg | 1:29 テクニカルフォール(10-0)   | 第59回全国高校選抜                                | 2016年3月29日  |                |
| ○ | 原口 伸                  | FS-66kg | 3:40 テクニカルフォール(10-0)   | 第59回全国高校選抜                                | 2016年3月28日  |                |
| ○ | 藤原 崇成                | FS-66kg | 0:19 フォール                   | 第59回全国高校選抜                                | 2016年3月28日  |                |
| ○ | 安楽 龍馬                | FS-66kg | 判定15-6                        | 関東高校選抜大会                                  | 2016年1月31日  | 決勝戦         |
| ○ | 井筒 勇人                | FS-66kg | 1:42 テクニカルフォール(10-0)   | 関東高校選抜大会                                  | 2016年1月31日  |                |
| ○ | 田口 学容                | FS-66kg | 3:14 テクニカルフォール(11-0)   | 関東高校選抜大会                                  | 2016年1月31日  |                |
| ○ | 北岡 竜一                | FS-66kg | 0:30 テクニカルフォール(10-0)   | 関東高校選抜大会                                  | 2016年1月31日  |                |
| ○ | 大佐古 海斗              | FS-66kg | 0:19 フォール                   | 関東高校選抜大会                                  | 2016年1月31日  |                |
| × | Kwon, Min-Sung           | GR-66kg | 判定5-6                         | 日韓高校選抜交流会                                | 2015年11月24日 | 日本開催       |
| ○ | KIM.MIN-SUN（김규리）    | FS-66kg | フォール                        | 日韓親善試合                                      | 2015年10月26日 | 韓国遠征       |
| 第70回 国民体育大会レスリング競技会 少年グレコローマンタイル66kg級 優勝                                          |                          |         |                                 |                                                   |                |                |
| ○ | 市原 巧貴                | GR-66kg | 5:21 テクニカルフォール(10-1)   | 第70回国民体育大会                                | 2015年9月30日  | 決勝戦         |
| ○ | 河部 直樹                | GR-66kg | 1:32 テクニカルフォール(8-0)    | 第70回国民体育大会                                | 2015年9月30日  |                |
| ○ | 佐藤 佑之介              | GR-66kg | 判定3-2                         | 第70回国民体育大会                                | 2015年9月30日  |                |
| ○ | 鏡 隼翔                  | GR-66kg | 判定6-2                         | 第70回国民体育大会                                | 2015年9月29日  |                |
| 2015 レスリング世界カデット選手権大会 フリースタイル69kg級 3位入賞                                               |                          |         |                                 |                                                   |                |                |
| ○ | サミー・ハムディ・アミン | FS-69kg | 判定2-0                         | 世界カデット選手権                                | 2015年8月29日  | 3位決定戦      |
| ○ | Otgonbayar Batsuuri      | FS-69kg | 判定7-4                         | 世界カデット選手権                                | 2015年8月29日  | 敗者復活戦     |
| × | スラビク・ナニエフ       | FS-69kg | 判定6-10                        | 世界カデット選手権                                | 2015年8月29日  |                |
| ○ | Theodoros Iosfidis       | FS-69kg | 3:14 テクニカルフォール(17-4)   | 世界カデット選手権                                | 2015年8月29日  |                |
| ○ | Botond Gulyas            | FS-69kg | 0:54 テクニカルフォール(11-0)   | 世界カデット選手権                                | 2015年8月29日  |                |
| 三笠宮賜牌 第62回 全国高等学校レスリング選手権大会 個人対抗戦フリースタイル66kg級 優勝                           |                          |         |                                 |                                                   |                |                |
| ○ | 井筒 勇人                | FS-66kg | 0:50 テクニカルフォール(10-0)   | 2015全国高校総体                                  | 2015年8月5日   | 決勝戦         |
| ○ | 上野 千紘                | FS-66kg | 判定4-3                         | 2015全国高校総体                                  | 2015年8月5日   |                |
| ○ | 中村 海斗                | FS-66kg | 0:48 フォール                   | 2015全国高校総体                                  | 2015年8月5日   |                |
| ○ | 三上 康太                | FS-66kg | 2:17 テクニカルフォール         | 2015全国高校総体                                  | 2015年8月4日   |                |
| ○ | 田中 光                  | FS-66kg | 0:22 フォール                   | 2015全国高校総体                                  | 2015年8月4日   |                |
| ○ | 中村 剛士                | FS-66kg | 判定5-0                         | 第61回関東高校大会                                | 2015年6月7日   | 決勝戦         |
| ○ | 尾形 颯                  | FS-66kg | 判定3-1                         | 第61回関東高校大会                                | 2015年6月7日   |                |
| ○ | 深作 駿人                | FS-66kg | 0:24 フォール                   | 第61回関東高校大会                                | 2015年6月7日   |                |
| ○ | 二上 英久                | FS-66kg | 0:26 フォール                   | 第61回関東高校大会                                | 2015年6月7日   |                |
| JOCジュニアオリンピックカップ 第24回 全日本ジュニアレスリング選手権大会 カデットの部 フリースタイル69kg級 優勝   |                          |         |                                 |                                                   |                |                |
| ○ | 三輪 優翔                | FS-69kg | 3:10 フォール                   | 全日本ジュニア選手権                              | 2015年4月26日  | 決勝戦         |
| ○ | 井筒 勇人                | FS-69kg | 判定10-1                        | 全日本ジュニア選手権                              | 2015年4月26日  |                |
| ○ | 菅原 敏                  | FS-69kg | 3:11 フォール                   | 全日本ジュニア選手権                              | 2015年4月26日  |                |
| ○ | 米澤 凌                  | FS-69kg | 0:49 テクニカルフォール(10-0)   | 全日本ジュニア選手権                              | 2015年4月26日  |                |
| ○ | 勝浦 胤芙熙              | FS-69kg | 1:02 テクニカルフォール(10-0)   | 全日本ジュニア選手権                              | 2015年4月25日  |                |
| 風間杯 第58回 全国高等学校選抜レスリング大会 個人対抗戦フリースタイル66kg級 準優勝                               |                          |         |                                 |                                                   |                |                |
| × | 中村 剛士                | FS-66kg | 判定4-6                         | 第58回全国高校選抜                                | 2015年3月29日  | 準決勝         |
| ○ | 上野 千紘                | FS-66kg | 判定5-1                         | 第58回全国高校選抜                                | 2015年3月29日  |                |
| ○ | 加賀谷 優太朗            | FS-66kg | 1:37 テクニカルフォール(10-0)   | 第58回全国高校選抜                                | 2015年3月28日  |                |
| ○ | 田口 将伍                | FS-66kg | 1:12 テクニカルフォール(13-2)   | 第58回全国高校選抜                                | 2015年3月28日  |                |
| ○ | 吉村 広大                | FS-66kg | 1:18 テクニカルフォール(11-0)   | 関東高校選抜大会                                  | 2015年2月1日   | 決勝戦         |
| ○ | 尾形 颯                  | FS-66kg | 3:00 テクニカルフォール(10-0)   | 関東高校選抜大会                                  | 2015年2月1日   |                |
| ○ | 石﨑 克                  | FS-66kg | 0:45 テクニカルフォール(10-0)   | 関東高校選抜大会                                  | 2015年2月1日   |                |
| ○ | 山本 翔                  | FS-66kg | 0:17 テクニカルフォール(10-0)   | 関東高校選抜大会                                  | 2015年2月1日   |                |
| ○ | 石塚 大智                | FS-66kg | 0:25 テクニカルフォール(10-0)   | 関東高校選抜大会                                  | 2015年2月1日   |                |
| × | 藤波 勇飛                | FS-66kg | 3:37 フォール                   | 第69回国民体育大会                                | 2014年10月14日 | 準々決勝       |
| ○ | 竹之内 岳                | FS-66kg | 5:52 テクニカルフォール(13-2)   | 第69回国民体育大会                                | 2014年10月14日 |                |
| × | 木村 優太                | FS-66kg | 判定2-6                         | 2014全国高校総体                                  | 2014年8月5日   | 準々決勝       |
| ○ | 中村 優太                | FS-66kg | 0:40 テクニカルフォール(10-0)   | 2014全国高校総体                                  | 2014年8月4日   |                |
| ○ | 三上 康太                | FS-66kg | 0:32 テクニカルフォール(10-0)   | 2014全国高校総体                                  | 2014年8月4日   |                |
| 2014 レスリング世界カデット選手権大会 フリースタイル63kg級 3位入賞                                               |                          |         |                                 |                                                   |                |                |
| ○ | Jasbir Jasbir            | FS-63kg | 判定4-2                         | 世界カデット選手権                                | 2014年7月20日  | 3位決定戦      |
| ○ | Dair Ussen               | FS-63kg | 判定7-0                         | 世界カデット選手権                                | 2014年7月20日  | 敗者復活戦     |
| × | Teymur Mammadov          | FS-63kg | 判定4-6                         | 世界カデット選手権                                | 2014年7月20日  |                |
| ○ | Gevorg Mkheyan           | FS-63kg | 判定6-1                         | 世界カデット選手権                                | 2014年7月20日  |                |
| ○ | Luis Barrios Rochez      | FS-63kg | 判定8-2                         | 世界カデット選手権                                | 2014年7月20日  |                |
| ○ | 井筒 諒                  | FS-66kg | 3:32 テクニカルフォール(14-4)   | 第60回関東高校大会                                | 2014年6月1日   | 決勝戦         |
| ○ | 山口 政宗                | FS-66kg | 0:54 テクニカルフォール(10-0)   | 第60回関東高校大会                                | 2014年6月1日   |                |
| ○ | 中村 剛士                | FS-66kg | 4:17 テクニカルフォール(13-2)   | 第60回関東高校大会                                | 2014年6月1日   |                |
| ○ | 木村 優太                | FS-66kg | 不戦勝                          | 第60回関東高校大会                                | 2014年6月1日   |                |
| JOCジュニアオリンピックカップ 第23回 全日本ジュニアレスリング選手権大会 カデットの部 フリースタイル63kg級 優勝   |                          |         |                                 |                                                   |                |                |
| ○ | 中村 海斗                | FS-63kg | 2:00 テクニカルフォール(13-2)   | 全日本ジュニア選手権                              | 2014年4月27日  | 決勝戦         |
| ○ | 清水 徹                  | FS-63kg | 2:00 テクニカルフォール(10-0)   | 全日本ジュニア選手権                              | 2014年4月27日  |                |
| ○ | 加藤 鷹希                | FS-63kg | 0:43 テクニカルフォール(10-0)   | 全日本ジュニア選手権                              | 2014年4月27日  |                |
| ○ | 米澤 凌                  | FS-63kg | 0:35 テクニカルフォール(10-0)   | 全日本ジュニア選手権                              | 2014年4月26日  |                |
| ○ | 菊池 蓮                  | FS-63kg | 0:45 フォール                   | 全日本ジュニア選手権                              | 2014年4月26日  |                |
| 平成25年 度東京都知事杯 第4回 全国中学選抜レスリング選手権大会 男子66kg級 優勝                                   |                          |         |                                 |                                                   |                |                |
| ○ | 山田 修太郎              | FS-66kg | 0:44 フォール                   | 第4回全国中学選抜                                 | 2013年12月1日  | 決勝戦         |
| ○ | 横山 凜太朗              | FS-66kg | 0:19 テクニカルフォール(7-0)    | 第4回全国中学選抜                                 | 2013年12月1日  |                |
| ○ | 丸目 哲郎                | FS-66kg | 0:14 テクニカルフォール(7-0)    | 第4回全国中学選抜                                 | 2013年12月1日  |                |
| ○ | 樋口 嘉                  | FS-66kg | 0:08 フォール                   | 第4回全国中学選抜                                 | 2013年11月30日 |                |
| ○ | 喜多 佳佑                | FS-66kg | 1:01 フォール                   | 第4回全国中学選抜                                 | 2013年11月30日 |                |
| 沼尻杯 第39回 全国中学生レスリング選手権大会 男子66kg級 優勝                                                     |                          |         |                                 |                                                   |                |                |
| ○ | 山田 壯昇                | FS-66kg | 1:17 テクニカルフォール(8-0)    | 第39回全国中学選手権                              | 2013年6月9日   | 決勝戦         |
| ○ | 山田 修太郎              | FS-66kg | 0:36 テクニカルフォール(8-0)    | 第39回全国中学選手権                              | 2013年6月9日   |                |
| ○ | 馬渡 和音                | FS-66kg | 0:30 テクニカルフォール(8-0)    | 第39回全国中学選手権                              | 2013年6月8日   |                |
| ○ | 杉田 周平                | FS-66kg | 0:48 フォール                   | 第39回全国中学選手権                              | 2013年6月8日   |                |
| × | 曽根川 侑                | FS-63kg | 判定1-2                         | 全日本ジュニア選手権                              | 2013年4月28日  |                |
| ○ | 松雪 泰成                | FS-63kg | 判定                            | 全日本ジュニア選手権                              | 2013年4月27日  |                |
| ○ | 岡 祐希                  | FS-63kg | テクニカルフォール              | 全日本ジュニア選手権                              | 2013年4月27日  |                |
| 平成24年度 東京都知事杯 第3回 全国中学選抜レスリング選手権大会 男子59kg級 優勝                                   |                          |         |                                 |                                                   |                |                |
| ○ | 成國 大志                | FS-59kg | 判定2-1                         | 第3回全国中学選抜                                 | 2012年11月25日 | 決勝戦         |
| ○ | 三輪 優翔                | FS-59kg | 判定2-1                         | 第3回全国中学選抜                                 | 2012年11月25日 |                |
| ○ | 松雪 泰成                | FS-59kg | 判定2-1                         | 第3回全国中学選抜                                 | 2012年11月24日 |                |
| ○ | 喜多 豊和                | FS-59kg | 2P テクニカルフォール(2-0)      | 第3回全国中学選抜                                 | 2012年11月24日 |                |
| ○ | 川上 巧真                | FS-59kg | 2P テクニカルフォール(2-0)      | 第3回全国中学選抜                                 | 2012年11月24日 |                |
| 沼尻杯 第38回 全国中学生レスリング選手権大会 男子59kg級 準優勝                                                   |                          |         |                                 |                                                   |                |                |
| × | 中村 剛士                | FS-59kg | 判定0-2（負傷棄権）             | 第38回全国中学選手権                              | 2012年6月10日  | 決勝戦         |
| ○ | 中林 来樹                | FS-59kg | 2P 0:59 テクニカルフォール(2-0) | 第38回全国中学選手権                              | 2012年6月10日  |                |
| ○ | 川上 巧真                | FS-59kg | 判定2-0                         | 第38回全国中学選手権                              | 2012年6月10日  |                |
| ○ | 横張 太一                | FS-59kg | 2P 1:25 テクニカルフォール(2-0) | 第38回全国中学選手権                              | 2012年6月9日   |                |
| ○ | 山田 壯昇                | FS-59kg | 2P 0:55 フォール                | 第38回全国中学選手権                              | 2012年6月9日   |                |
| 平成23年度 東京都知事杯 第2回 全国中学選抜レスリング選手権大会 男子59kg級 準優勝                                 |                          |         |                                 |                                                   |                |                |
| × | 嶋江 翔也                | FS-59kg | 2P 0:37 テクニカルフォール      | 第2回全国中学選抜                                 | 2011年12月4日  | 決勝戦         |
| ○ | 小倉 強太                | FS-59kg | 判定2-1                         | 第2回全国中学選抜                                 | 2011年12月4日  |                |
| ○ | 尾崎 太一                | FS-59kg | 判定2-0                         | 第2回全国中学選抜                                 | 2011年12月4日  |                |
| ○ | 葛西 飛駿                | FS-59kg | 1P 1:22 フォール                | 第2回全国中学選抜                                 | 2011年12月3日  |                |
| ○ | 湯浅 悠人                | FS-59kg | 2P 0:33 フォール                | 第2回全国中学選抜                                 | 2011年12月3日  |                |
| ○ | 植松 勇人                | FS-59kg | 2P 1:40 テクニカルフォール      | 第2回全国中学選抜                                 | 2011年12月3日  |                |
| × | 宮本 幸輝                | FS-59kg | 3P 1:52 フォール                | 第37回全国中学選手権                              | 2011年6月11日  |                |
| ○ | 伊藤 愼                  | FS-59kg | 1P 0:34 フォール                | 第37回全国中学選手権                              | 2011年6月11日  |                |

## 受賞歴
- 2013年全国中学生選手権優秀選手賞（水戸市長賞）
- 2013年ドン・キホーテ杯全日本ビーチレスリング選手権（中学生・中量級優勝）[19]
- 2013年全国中学選抜選手権東京都知事杯（最優秀選手）
- 2022年全日本社会人選手権（優秀選手賞）
- 2023年全日本社会人選手権（優秀選手賞）